# Никола Филиповић
Никола Филиповић (Градац, код Посушја, 15. октобар 1926 — Сарајево, 21. мај 2001) био је босанскохерцеговачки педагог, професор Универзитета у Сарајеву и друштвено-политички радник СР Босне и Херцеговине. У периоду од 1988. до 1989. налазио се на функцији председника Председништва СР Босне и Херцеговине.

## Биографија
Рођен је 15. октобра 1926. у Градацу, код Посушја. У Мостару је завршио Учитељску школу, а у Београду 1958. студије педагогије на Филозофском факултету.
Након студија радио је као предавач и управник Политичке школе у Мостару, а од 1958. до 1963. био је асистент на катедри за филозофију на Филозофском факултету у Сарајеву. Докторирао је 1962. са тезом Васпитна вредност литерарних покушаја младежи.
Од 1963. био је доцент за педагогију, од 1968. ванредни професор и од 1973. редовни професор. Главно подручје његовог рада била је дидактика. Од 1959. сарађивао је у више педагошких часописа, а од 1962. до 1970. уређивао је часопис Наша школа. Од 1993. био је члан Хрватског друштва за знаност и умјетност у Сарајеву.
Почетком 1970-их био је потпредседник Републичке конференције Социјалистичког савеза радног народа Босне и Херцеговине (ССРНБиХ). Након што је због умешаности у аферу Неум, Мато Андрић поднео оставку на чланство у Председништво СР Босне и Херцеговине, Филиповић је изабран на његово место, а у периоду од 26. априла 1988. до 18. маја 1989. налазио се на дужности председника Председништва.

## Дела
- Проблем формирања цјеловите личности у социјалистичком друштву, Сарајево 1963.
- Ваннаставна активност ученика,  Сарајево 1963, 1969. и 1983.
- Васпитна вриједност литерарног стваралаштва младих, Сарајево 1968.
- Стваралаштво у настави, Сарајево 1969.
- Однос педагогије и политике, Сарајево 1971.
- Идејност у настави. Сарајево 1972.
- Дидактика 1, Сарајево 1977, 1981, 1983;
- Дидактика 2, Сарајево 1980, 1984.
- Законитости наставног процеса, Сарајево 1977.
- Теорија наставе, Сарајево 1980.
- Основи дидактике и психологије универзитетске наставе (коаутор), Сарајево 1982.
- Педагошка мисао Јосипа Броза Тита, Сарајево 1982.
- Могућности и домети стваралаштва ученика и наставника, Сарајево 1988.